# 春戀＊少女
《春戀＊少女》是日本的成人遊戲製作公司NEXTON的旗下品牌BaseSon在2006年1月27日發售的戀愛冒險類型成人遊戲，BaseSon的第四部作品。除了發售遊戲外也還發售OVA和CD等相關作品。

## 作品歷史
- 2006年1月27日電腦遊戲初回版發售。[2]
- 2007年12月14日電腦遊戲通常版、原聲帶（Sound Track CD）發售。
- 2008年4月1日手機遊戲發售。
- 2008年4月18日OVA發售。
- 2008年7月18日OVA發售。
- 2011年4月15日OVA發售。
- 2011年9月2日iOS遊戲發售。[3]

## 登場人物

### 主要角色
早坂章仁（Hayasaka Akihito，聲：木島宇太（OVA））
本作品的男主角，「聖弗朗切斯卡學園」（St.Francesca Academy）的男生，班級是2年V班（通稱Soleil）。喜歡的飲料是紅茶。
早坂羽未（Hayasaka Umi，聲：榊原由依）
身高：143cm　體重：37kg　血型：O型　三圍：75（A65）/55/75
章仁的妹妹，班級是1年III班（Lyon），性格天真爛漫，愛好是看恐怖電影。喜歡和牛相關的東西（裝飾品、絨布等）。
不動如耶（Fuyurugi Kisaya，聲：手塚まき）
身高：172cm　體重：53kg　血型：A型　三圍：89（E69）/59/88
大財團「不動財閥」的女兒，班級是3年I班（Rosa Eglanteria）。文武雙全，擔任劍道部主將和學生會長。
芹澤結衣佳（Serizawa Yuika，聲：籐野蘭（遊戲）/夏野冰（OVA））
身高：158cm　體重：47kg　血型：AB型　三圍：84（C69）/58/83
學園2年V班的女生，章仁的同班同學及青梅竹馬，屬於烹調部。天然呆。
桐生索尼亞（Kiryū Sōnya，聲：日向裕羅）
身高：145cm　體重：34kg　血型：O型　三圍：73（AA65）/54/68
1年III班的女生，羽未的同班同學及親密朋友。父親是日本人，母親是意大利人。信奉基督教。喜歡的食物是納豆。
織戶莉流（Orito Riru，聲：青山由香里）
身高：146cm　體重：40kg　血型：B型　三圍：75（A65）/56/78
學園2年V班的女生，章仁的同班同學，屬於遊泳部。性格好勝及稍稍粗暴。
楠原彩夏（Kusuhara Ayaka，聲：本山美奈）
身高：161cm　體重：47kg　血型：AB型　三圍：88（D70）/59/82
3年IV班（Rosa Moschata）的女生，屬於美術部。愛好是讀書和烹調。心臟不好。

### 其他角色
御子柴夏子（Mikoshiba Natsuko，聲：成瀨未亞）
身高：163cm　體重：45kg　血型：B型　三圍：75（A65）/57/77
章仁的同班同學，喜歡談論別人。通稱「夏冬二人組」。
新城冬子（Araki Fuyuko，聲：牧泉美）
身高：163cm　體重：58kg　血型：A型　三圍：99（F75）/61/99
章仁的同班同學，喜歡談論別人。通稱「夏冬二人組」。
松原麗架（Matsubara Reika，聲：海原艾利娜）
身高：174cm　體重：58kg　血型：O型　三圍：90（E70）/31/82
彩夏的同班同學及朋友，遊泳部部長。被莉流尊敬。
有瀨悠季（Arise Yūki，聲：成瀨未亞）
身高：165cm　體重：47kg　血型：A型　三圍：83（B70）/58/80
章仁的同班同學的女生。與莉流一樣，屬於遊泳部及尊敬麗架。
鳳皐月（Ōtori Satsuki，聲：大波小波）
身高：167cm　體重：56kg　血型：AB型　三圍：93（F70）/62/85
彩夏的同班班長及密友，也是美術部副部長。
真宮璃璃香（Mamiya Ririka，聲：大波小波）
身高：155cm　體重：43kg　血型：A型　三圍：73（A63）/55/79
1年III班的女生，羽未的同班同學。如耶的親戚。
那岐澤千砂（Nagisawa Chizuna，聲：本山美奈）
身高：169cm　體重：57kg　血型：AB型　三圍：94（F71）/61/87
學園裡的咖啡廳「黎明館」的女服務員。
大神千繪（Ōgami Chie，聲：北都南）
身高：162cm　體重：54kg　血型：AB型　三圍：90（F77）/60/90
學園的女性教師，章仁們的班主任。教「國語」（日語、日本文學）。
桐生舞衣（Kiryū Mai，聲：北都南）
身高：158cm　體重：52kg　血型：A型　三圍：95（G70）/60/84
索尼亞的養母及學園的修女。
及川佑（Oikawa Tasuku，聲：中澤步（OVA））
學園的男生及章仁的朋友，說近畿方言。
龍禪寺徹哉（Ryūzenji Tetsuya）
學園的男性校醫，性格和善。
越小路博嗣（Ennokōji Hirotsugu）
名門「越小路家」的兒子，也是如耶的未婚夫。自高自大。不是聖弗朗切斯卡學園的學生。

## 主題曲
片頭曲
作詞/作曲：Loser Kashiwagi　編曲：Toshihiko Uchiyama　歌：Rita (Blueberry & Yogurt)
片頭曲
作詞：青山拓也　作曲：bjoern　歌：hőmÿ（ホーミー）

## 工作人員
- 原畫：片桐雛太、騎士二千
- 劇本：青山 拓也、K・バッジョ、尾之上咲太、中本穂積
- 音樂：Loser Koshiwagi、torapon、bjoern

## OVA
OVA版是成人動畫，標題是，在2008年4月18日和7月18日分別發售前後篇共2話。2011年4月15日發售完全版，分成DVD版和BD版發售。
工作人員
- 原作：BaseSon[8]
- 監修：金澤勝眞
- 角色設計：加野晃
- 劇本/構成監督：伊刈良刀
- 撮影監督：窪崎まむら
- 音響監督：中川達人
- 製作：MEDIABANK[9]
- 動畫製作：STUDIO9MAiami

## CD
BaseSon在2007年12月14日發售原聲帶
| 01.片頭歌曲「青春＊櫻歌」（，Seshun Oka） -{ 02.1日の始まり。 03.何しようかな? 04.放課後は大忙し。 05.今日も今日とて大騒ぎ。 06.妹はお年頃――羽未のテーマ 07.学園の憧れ――如耶のテーマ 08.無垢なる輝き――桐生ソーニャ 09.ほのぼの幼なじみ――結衣佳のテーマ 10.ドリルって言うなぁ!――莉流のテーマ 11.おっとりお姉様――彩夏のテーマ 12.日だまりは時にせつなく。 13.夕暮れの散歩。 14.変革の序曲。 15.いつしか陽も暮れて。 16.仕舞っていた想い出。 }- | -{ 17.願い叶うなら。 18.崩れゆく平穏。 19.追憶と孤独。 20.痛みと伴に。 21.届かぬ温もり。 22.星灯り。 23.気が付けば隣に。 24.今はただあなたと――。 25.予期せぬ方へ。 26.戦うべき時。 27.今、君に向けて。 28.手をとりあって。 29.今日から明日へ。 30.今、君に向けて。（orchestra arrange） }- 31.印象歌曲「春戀」（，Harukoi） |

## 外部連結
- NEXTON（日語）
- BaseSon （页面存档备份，存于）（日語）
- http://www.tactics.ne.jp/~baseson/harukoi/index.htm （页面存档备份，存于）（日語）
- MEDIABANK （页面存档备份，存于）（日語）
- （日語）
- （日語）
- 《春戀＊少女》在視覺小說數據庫的頁面 （英文）
- 春戀＊少女（動畫）在動畫新聞網百科全書中的資料（英文）